# Сан Пјетро Векио (Виченца)
Сан Пјетро Векио је насеље у Италији у округу Виченца, региону Венето.
Према процени из 2011. у насељу је живело 500 становника. Насеље се налази на надморској висини од 261 м.